# Anywhere but Here (The Ataris)
Anywhere but Here è l'album di debutto della band pop punk The Ataris, pubblicato nel 1997 dalla Kung Fu Records.

## Tracce
1. 1-2-3-4
2. As We Speak
3. Bite My Tongue
4. Hey Kid!
5. Take Me Back
6. Are We There Yet?
7. Angry Nerd Rock
8. Let It Go
9. Lately
10. Alone in Santa Cruz
11. Make It Last
12. Sleepy
13. Four Chord Wonder
14. Blind and Unkind
15. Clara
16. Myself
17. Neilhouse
18. Perfectly Happy
19. Boxcar
20. Ray

## Formazione
- Kris Roe - voce, chitarra
- Jasin Thomason - chitarra
- Marko DeSantis - basso
- Derrick Plourde - batteria